# Raionul Zolociv, Liov
Zolociv (în ucraineană Золочівський район, transliterat: Zolocivskîi raion) este un raion în regiunea Liov, Ucraina. Are reședința la Zolociv.
Are o suprafață de 2.913,4 km². Populația este de 160.664 locuitori, determinată în 2021.